# Uprawa leśna
Uprawa leśna (hodowla leśna) – jedna z pierwszych faz rozwoju drzewostanu obejmująca młode pokolenie drzew gatunków lasotwórczych pochodzące z nasadzenia sztucznego (z sadzonek). Uprawa powstaje w toku odnowień sztucznych na zrębach, lub na gruncie nieleśnym przy zalesianiu. Faza obejmuje pierwsze lata życia drzewostanu od zasadzenia do 20 lat. Drzewka tworzące uprawę są jeszcze małe, rosną powoli i pomimo znacznej liczebności nie tworzą na ogół zwartego zgrupowania. Przestrzenne ich rozmieszczenie w uprawie jest z reguły bardziej regularne niż w nalocie. Wpływ młodych drzewek w uprawie wzajemnie na siebie i na lokalne warunki siedliskowe jest nikły. Uprawa w korzystnych warunkach rozwoju przechodzi w młodnik.